# Johannes Otho
Johannes Otho of Johannes Othonius (Brugge, ca. 1520 - Duisburg, 6 juni 1581) was een leraar, latinist en humanist. Hij had drie kinderen, onder wie Johanna Otho, die een in haar tijd bekende Latijnse dichteres was.

## Levensloop
Johannes Otho (de naam in het Vlaams kon ook Hoste of Oste zijn) studeerde waarschijnlijk aan de Latijnse school van het Sint-Donaaskapittel in Brugge. In dit geval heeft hij onder meer Jan Fevijn als een van zijn leraars gehad. Hij werd zelf leraar eerst in Brugge, vervolgens vanaf 1545 als rector van zijn eigen Latijnse school in Gent, gevestigd in de Talboomstraat, Huize Calle Bontincx, waar hij vooral Latijn en Grieks onderwees. Hij had er onder zijn leerlingen Bonaventura Vulcanius, Karel Utenhove (Gent, 1536 - Keulen, 1600), en wellicht Richard, Nicolaas, Jan en Jacob Utenhove, allen zonen van Karel Utenhove senior. Vader en zonen, verdacht van contacten met protestanten, zouden in 1556 naar Frankrijk vluchten. Verder bevonden er zich onder de leerlingen van Otho: Cornelis Teymont, P. Preisius, N. Charidonius, Hendrik Van den Corput (Breda, 1536 - Dordrecht, 1601), de gebroeders Verhage, Henricus Smetius (Lede bij Aalst, 1537 - Heidelberg, 1612). Dit waren namen van personen die in de humanistische kringen bekendheid zouden verwerven.
Otho was al vlug in Gent ingeburgerd. Het stadsbestuur droeg hem in 1549 de organisatie op van de feesten die werden gehouden bij de Blijde Intrede van prins Filip, de latere koning Filips II. Otho moest zorgen voor schouwspelen, muziekuitvoeringen, triomfbogen en voor huldeteksten die overal in de stad werden opgehangen. Die teksten waren in het Vlaams, maar ook in het Frans, het Duits, het Hebreeuws, het Grieks en het Latijn.
In de periode 1550-1553 werd Otho door het stadsbestuur betaald voor een grote panoramische kaart van de stad die onder zijn leiding werd gerealiseerd en die op stadskosten werd gegraveerd. Het was de periode waarin elke stad van formaat een dergelijke kaart wilde. In Brugge zou die in 1562 worden gemaakt door Marcus Gerards

## Naar Duisburg
Omwille van zijn sympathie voor de hervorming vluchtte Otho met zijn vrouw, zijn kinderen en enkele leerlingen in 1557 naar Duisburg in het gastvrije hertogdom Kleve, waar hij aan het gymnasium verbonden werd en nadien zijn eigen school oprichtte. In die school kreeg hij hulp van de hervormingsgezinde Olivarius of Jan Olieschlager die hij als 'ondermeester' aanstelde. De Gentse overheid betichtte hem van protestantisme, maar vanuit Duisburg kwamen er certificaten, opgesteld door de parochiegeestelijkheid en door monniken, die bevestigden dat hij een goede katholiek was. Het stadsbestuur van Duisburg voegde eraan toe dat Otho gewoon gesolliciteerd had voor een openstaande betrekking en dit niets met geloofsovertuiging te maken had. In Gent geloofde men het niet, in 1560 werd hij als ketter veroordeeld en zijn eigendommen werden in beslag genomen en openbaar verkocht. Dat hij minstens zeer sympathiserend stond ten overstaan van de hervorming, werd later bevestigd door zijn briefwisseling met protestantse vluchtelingen in Engeland.
In 1577 kwam hij nog even naar Gent, samen met zijn dochter. Onder het calvinistisch bewind, na de Pacificatie van Gent was het daar weer veilig voor hem. Hij bleef er echter niet en vertrok weer naar Duisburg.
Otho beperkte zich niet tot het leraarschap maar gaf ook heel wat geleerde werken uit die de vrucht waren van zijn studie. Zo vertaalde hij Plutarchus van het Grieks naar het Latijn. Hij liet zijn werk drukken bij verschillende drukkers, onder hen een paar prestigieuze zoals Hubertus Goltzius en Christoffel Plantijn.

## Publicaties
- Partes orationis latinae vernaculo sermone digestae, Gent, 1546, 1547.
- Terentii Andrioe flores vernaculo idiomate ad communem puerorum usum traducti, Gent, 1547.
- Brevis descriptio eor. quae a S. P. Q. Gand. Philippo Attstri. Caro. F. C'asar. Princip. F/andriar. fllio et hceredi et futuro principi Flandriar. exhibita fuere Gandaui, An. M. D. XXXXIX Corn., Gent, Manilius, 1549.
- De puerorum institutioni Plutarchi (...) è Graeco translatus, Gent, Corn. Manilius, 1555, 1556.
- Introductio in historiam romanam, Brugge, drukkerij H. Goltzius, 1565 (waarschijnlijk elders een eerste druk in 1562).
- Septem sapientum et eorum qui iis connumerantur, apophthegmata, consilia et proecepta, Antwerpen, Chris. Plantin, 1570.
- Sententiae insigniores et Apophtegmata illustriora S. Scripturae, Keulen, 1571.
- Luberti Hautscilt prognosticon de statu rei publicae in regio comitatu Flandriae, Brugge, ca. 1575.